# Going Underground
Going Underground är en låt av den brittiska gruppen The Jam utgiven som singel i mars 1980. Den blev gruppens första etta på brittiska singellistan där den gick direkt in på första plats och låg kvar där i tre veckor.
Ursprungligen var det singelns b-sida Dreams of Children som var tänkt som a-sida, men efter en sammanblandning under pressningen gavs singeln ut som dubbel A-sida och radiostationer valde oftast att spela den mer melodiska Going Underground. 
År 2002 rankade musiktidningen NME Going Underground på 11:e plats på sin lista "100 Greatest Singles Of All Time". 2006 placerade tidningen Q låten på plats 98 på sin lista "100 Greatest Songs Of All Time".